# العلاقات الكمبودية الموزمبيقية
العلاقات الكمبودية الموزمبيقية هي العلاقات الثنائية التي تجمع بين كمبوديا وموزمبيق.

## مقارنة بين البلدين
هذه مقارنة عامة ومرجعية للدولتين:
| وجه المقارنة                                              | كمبوديا                   | موزمبيق          |
| --------------------------------------------------------- | ------------------------- | ---------------- |
| المساحة (كم2)                                             | 181.03 ألف                | 801.59 ألف       |
| عدد السكان (نسمة)                                         | 16.01 مليون               | 29.67 مليون      |
| الكثافة السكانية (ن./كم²)                                 | 88.44                     | 37.01            |
| العاصمة                                                   | بنوم بنه                  | مابوتو           |
| اللغة الرسمية                                             | اللغة الخميرية            | اللغة البرتغالية |
| العملة                                                    | ريال كمبودي، دولار أمريكي | متكال موزمبيقي   |
| الناتج المحلي الإجمالي (بليون دولار)                      | 22.16 مليار               | 12.33 مليار      |
| الناتج المحلي الإجمالي (تعادل القوة الشرائية) بليون دولار | 54.37 مليار               | 33.35 مليار      |
| الناتج المحلي الإجمالي الاسمي للفرد دولار أمريكي          | 1.16 ألف                  | 529              |
| الناتج المحلي الإجمالي للفرد دولار أمريكي                 | 3.26 ألف                  | 1.13 ألف         |
| مؤشر التنمية البشرية                                      | 0.555                     | 0.416            |
| رمز المكالمات الدولي                                      | +855                      | +258             |
| رمز الإنترنت                                              | .kh                       | .mz              |
| المنطقة الزمنية                                           | ت ع م+07:00               | ت ع م+02:00      |

## منظمات دولية مشتركة
يشترك البلدان في عضوية مجموعة من المنظمات الدولية، منها:
| علم المنظمة | اسم المنظمة                               | تاريخ انضمام كمبوديا | تاريخ انضمام موزمبيق |
| ----------- | ----------------------------------------- | -------------------- | -------------------- |
|             | الاتحاد البريدي العالمي                   | ?                    | ?                    |
|             | مؤسسة التنمية الدولية                     | 22 يوليو 1970        | 24 سبتمبر 1984       |
|             | منظمة حظر الأسلحة الكيميائية              | ?                    | ?                    |
|             | منظمة التجارة العالمية                    | ?                    | ?                    |
|             | الأمم المتحدة                             | 14 ديسمبر 1955       | 16 سبتمبر 1975       |
|             | وكالة ضمان الاستثمار متعدد الأطراف        | 1 ديسمبر 1999        | 23 نوفمبر 1994       |
|             | منظمة الشرطة الجنائية الدولية             | ?                    | ?                    |
|             | مؤسسة التمويل الدولية                     | 26 مارس 1997         | 24 سبتمبر 1984       |
|             | الاتحاد الدولي للاتصالات                  | 10 أبريل 1952        | 4 نوفمبر 1975        |
|             | البنك الدولي للإنشاء والتعمير             | 22 يوليو 1970        | 24 سبتمبر 1984       |
|             | المركز الدولي لتسوية المنازعات الاستشارية | 19 يناير 2005        | 7 يوليو 1995         |
|             | يونسكو                                    | 3 يوليو 1951         | 11 أكتوبر 1976       |

## وصلات خارجية
- موقع وزارة الخارجية الكمبودية
- موقع وزارة الخارجية الموزمبيقية